# Phobie administrative
La phobie administrative est une peur irrationnelle et excessive face aux démarches administratives de tout ordre, causant une véritable anxiété.

## La phobie administrative en tant que phénomène social
Les déclarations fiscales et autres obligations déclaratives sont souvent pointées et le sujet tourné en dérision, objet constant d'humour et de moqueries, notamment face aux politiques qui présentent cet argument lorsque leurs manquements fiscaux sont médiatisés et dénoncés. Par exemple, lorsque Mediapart révèle en 2014 que Thomas Thévenoud ne déclarait pas ses revenus et ne payait pas ses impôts depuis plusieurs années, il évoque sa phobie administrative : pour autant, ça ne l'empêche pas de remplir ensuite les formalités pour déposer l'expression, en tant que marque verbale auprès de l'Institut national de la propriété industrielle (INPI),…
Si l'on dépasse néanmoins les visions moralistes présupposant systématiquement des impostures, cette phobie est pourtant particulièrement handicapante, source d'angoisse et de préjudices importants pour les personnes qui en souffrent réellement dans des proportions critiques,. Ainsi, 
- la non-exécution (ou l'exécution trop tardive) de démarches administratives les expose à des majorations, pénalités ou amendes
- le non-recours à des aides ou allocations les prive de revenus auxquels elles pourraient prétendre.

S'ils ne leur sont pas exclusifs, ces blocages sont particulièrement marqués chez les personnes en détresse sociale,.